# Lutzomyia sallesi
Lutzomyia sallesi är en tvåvingeart som först beskrevs av Galvão A. L. A., Coutinho J. O. 1939.  Lutzomyia sallesi ingår i släktet Lutzomyia och familjen fjärilsmyggor. Inga underarter finns listade i Catalogue of Life.